# Raión de Mostovskói
El raión de Mostovskói (del ruso: Мостовский район) es uno de los treinta y siete raiones en los que se divide el krai de Krasnodar, en Rusia. Está situado en el área septentrional del krai. Limita al sur con el raión de Gagra de la república de Abjasia (Georgia) y con el ókrug urbano de Sochi del krai de Krasnodar, oeste con el raión de Maikop de la república de Adiguesia, al noroeste con el raión de Guiaguínskaya de Adiguesia, al nordeste con el raión de Koshejabl de Adiguesia y al este con el raión de Labinsk y el raión de Urup de la república de Karacháyevo-Cherkesia. Tenía una superficie de 3 750 km² y 70 811 habitantes en 2010. Su centro administrativo es Mostovskói.
El distrito se halla a lo largo de la orilla izquierda del curso medio del río Labá y de la del Málaya Labá (uno de los constituyentes del anterior), en un área de montañas en las que se halla la Reserva de la Biosfera del Cáucaso y el punto más alto del krai de Krasnodar, el monte Tsajvoa (3 345 m).

## Historia

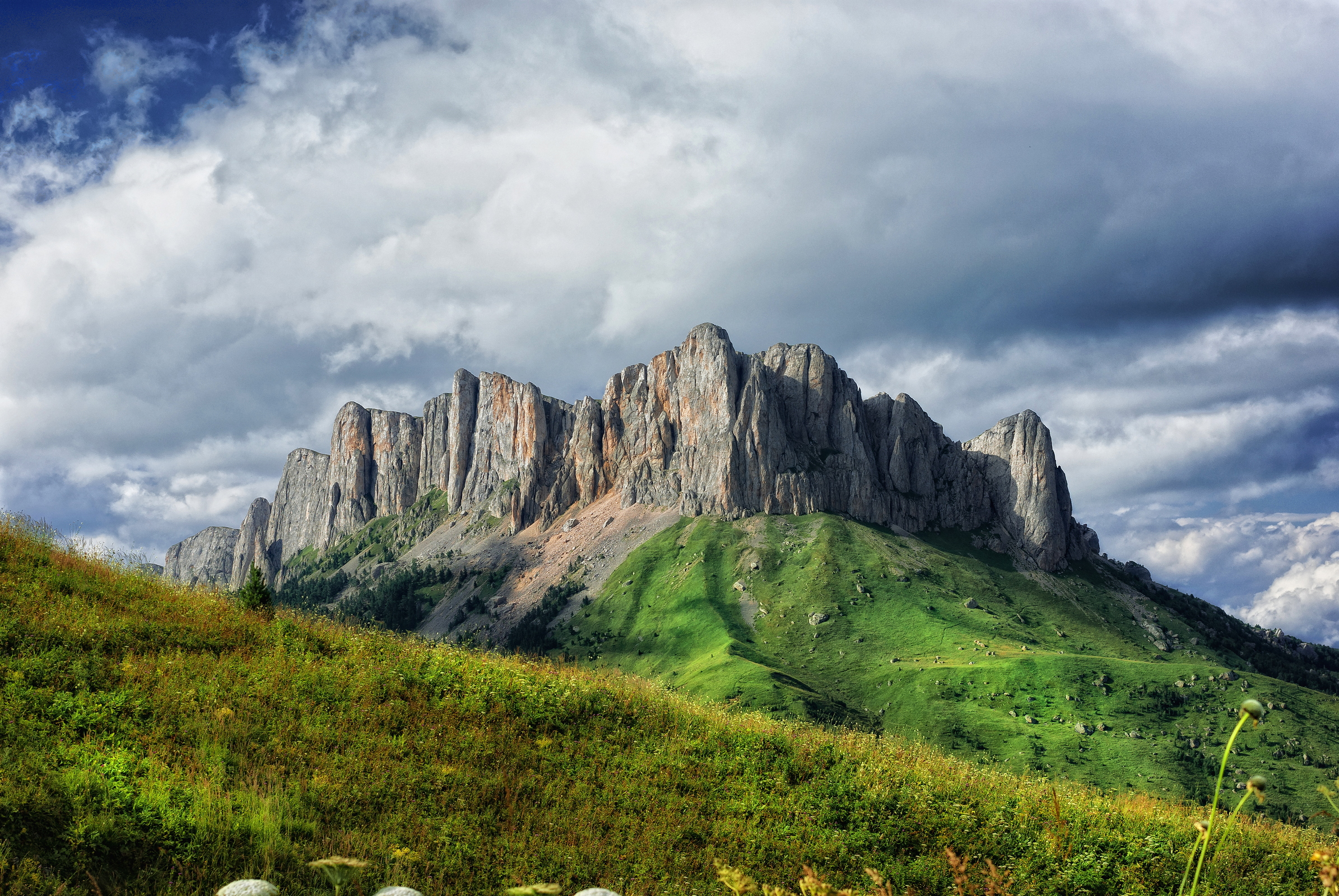
Monte Bolshói Tjach.

El raión fue establecido el 2 de junio de 1924 en la composición del ókrug de Maikop del óblast del Sudeste sobre territorio del anterior otdel de Maikop del óblast de Kubán-Mar Negro. Inicialmente lo formaban quince selsoviets: Andriúkovskoye, Bágovski, Barakayevskaya, Benokovski, Bugunzhinski, Gubski, Kostromski, Mostovski, Perepravnenski, Psebaiski, Solioni, Jamketinski, Chernorechenski y Shedokski. El 16 de noviembre de ese año entró en la composición del krai del Cáucaso Norte. Entre el 12 de febrero de 1928 y el 31 de diciembre de 1934 el raión fue anulado e integrado en el raión de Labinsk. El 13 de septiembre de 1937 pasó a formar parte del krai de Krasnodar.
El 7 de diciembre de 1934 se separó del distrito el raión de Psebai, con centro en Psebai. El 22 de agosto de 1953 el territorio del raión fue dividido entre el raión de Psebai y el raión de Yaroslávskaya. Ambas regiones serían anexionadas al raión de Labinsk el 28 de abril de 1962. El 21 de febrero de 1975 se restablece el raión de Mostovskói. En 1993 los selsoviets fueron transformados en municipios, cuya composición administrativa actual en dos municipios urbanos y doce rurales fue establecida en 2005.

## Demografía
| Año  | Población |
| ---- | --------- |
| 1979 | 62 397    |
| 1989 | 65 368    |
| 2002 | 72 660    |
| 2009 | 71 111    |
| 2010 | 70 811    |

El 50.3 % de la población es urbana y el 49.7 % restante es rural.

## División administrativa
El raión se divide en dos municipios urbanos y doce municipios rurales, que engloban a 39 localidades.
| Municipios de tipo urbano                                 | Poblaciones*                                                                                                |
| --------------------------------------------------------- | --- |
| Municipio urbano Mostovskoye                              | - posiólok Mostovskói - jútor Vesioli - jútor Vysoki - jútor Pervomaiski - jútor Proletarski - jútor Sadovi |
| Municipio urbano Psebaiskoye                              | - posiólok Psebai - posiólok Perevalka - posiólok Burni - posiólok Nikítino - posiólok Kírovski             |
| Municipios de tipo rural                                  | |
| Municipio rural Andriukovskoye                            | - stanitsa Andriuki - seló Soliónoye                                                                        |
| Municipio rural Bágovskoye                                | - stanitsa Bágovskaya - posiólok Bugunzha - jútor Kizinka - posiólok Uzlovói                                |
| Municipio rural Benokovskoye                              | - seló Benokovo                                                                                             |
| Municipio rural Besleneyevskoye                           | - stanitsa Beslenéyevskaya                                                                                  |
| Municipio rural Gubskoye                                  | - stanitsa Gúbskaya - stanitsa Jamketinskaya - stanitsa Barakayevskaya                                      |
| Municipio rural Kostromskoye                              | - stanitsa Kostromskaya - posiólok Uliánovo                                                                 |
| Municipio rural Krasnokutskoye                            | - posiólok Vostochni - jútor Krasni Kut - jútor Séverni                                                     |
| Municipio rural Majoshevskoye                             | - stanitsa Majoshevskaya                                                                                    |
| Municipio rural Perepravnenskoye                          | - stanitsa Perepravnaya - jútor Tsentralni - jútor Svobodni Mir - jútor Krasni Gai - jútor Diatlov          |
| Municipio rural Unarokovskoye                             | - seló Unarokovo - jútor Slavianski                                                                         |
| Municipio rural Shedokskoye                               | - seló Shedok - seló Zaréchnoye                                                                             |
| Municipio rural Yaroslávskoye                             | - stanitsa Yaroslávskaya - jútor Novotroitski                                                               |
| *Los centros administrativos están resaltados en negrita. | |

## Lugares de interés
En el distrito se hallan varios yacimientos arqueológicos, entre los que cabe destacar los restos neardentales más antiguos del Cáucaso Norte cerca de Barakayevskaya, en las cuevas Monashenski del desfiladero del río Gubs. En las proximidades de algunas stanitsas se hallan restos de asentamientos previos a los actuales. En el macizo montañoso de Yatigvarta se han hallado petroglifos, inscripciones rupestres y dibujos del III milenio a. C. Hasta la segunda mitad del siglo XIX, la región era habitada por los abjasios (subetnias bagami, barakayami, chagrayami) y adigué-cherquesos (etnia besleneyevtsy).

## Economía y transporte
La base de la economía de la región es la producción de materiales de producción. Los geólogos han abierto nuevos yacimientos en el distrito, rico en manganeso, arcillas, calizas, mármol, yeso, sales y gravas. Este sector ocupa el 60 % de la producción del raión. La principal empresa es OOO KNAUF GIPS KUBAN.
Por el territorio del raión pasa un ferrocarril hasta Psebai y la carretera regional R256 que conecta Labinsk y Cherkesk.